# NGC 4069
NGC 4069 é uma galáxia espiral (S) localizada na direcção da constelação de Coma Berenices. Possui uma declinação de +20° 19' 28" e uma ascensão recta de 12 horas, 04 minutos e 06,1 segundos.
A galáxia NGC 4069 foi descoberta em 27 de Abril de 1785 por William Herschel.